# Lijst van voetbalinterlands Hongkong - Noord-Korea
Deze lijst van voetbalinterlands is een overzicht van alle officiële voetbalwedstrijden tussen de nationale teams van Hongkong en Noord-Korea. De landen speelden tot op heden zestien keer tegen elkaar. De eerste ontmoeting, een kwalificatiewedstrijd voor de Azië Cup 1976, werd gespeeld in Hongkong op 12 mei 1975. Het laatste duel, een kwalificatiewedstrijd voor de Oost-Azië Cup 2019, vond plaats op 13 november 2018 in Taipei (Taiwan).

## Wedstrijden
| №  | Plaats    | Datum            | Competitie                      | Wedstrijd              | Uitslag |
| -- | --------- | ---------------- | ------------------------------- | ---------------------- | ------- |
| 1  | Hongkong  | 12 mei 1975      | Azië Cup 1976 kwalificatie      | Hongkong – Noord-Korea | 3 – 3   |
| 2  | Bangkok   | 9 januari 1979   | Azië Cup 1980 kwalificatie      | Noord-Korea – Hongkong | 3 – 0   |
| 3  | Hongkong  | 28 december 1980 | WK 1982 kwalificatie            | Hongkong – Noord-Korea | 2 – 2   |
| 4  | Kathmandu | 31 mei 1988      | Azië Cup 1988 kwalificatie      | Hongkong – Noord-Korea | 0 – 1   |
| 5  | Hongkong  | 27 mei 1989      | WK 1990 kwalificatie            | Hongkong – Noord-Korea | 1 – 2   |
| 6  | Pyongyang | 2 juli 1989      | WK 1990 kwalificatie            | Noord-Korea – Hongkong | 4 – 1   |
| 7  | Pyongyang | 7 juni 1992      | Azië Cup 1992 kwalificatie      | Noord-Korea – Hongkong | 0 – 0   |
| 8  | Taipei    | 13 maart 2005    | Oost-Azië Cup 2005 kwalificatie | Hongkong – Noord-Korea | 0 – 2   |
| 9  | Macau     | 24 juni 2007     | Oost-Azië Cup 2008 kwalificatie | Noord-Korea – Hongkong | 1 – 0   |
| 10 | Kaohsiung | 25 augustus 2009 | Oost-Azië Cup 2010 kwalificatie | Hongkong – Noord-Korea | 0 – 0   |
| 11 | Hongkong  | 9 december 2012  | Oost-Azië Cup 2013 kwalificatie | Hongkong – Noord-Korea | 0 – 4   |
| 12 | Taipei    | 13 november 2014 | Oost-Azië Cup 2015 kwalificatie | Noord-Korea – Hongkong | 2 – 1   |
| 13 | Hongkong  | 12 november 2016 | Oost-Azië Cup 2017 kwalificatie | Hongkong − Noord-Korea | 0 − 1   |
| 14 | Hongkong  | 13 juni 2017     | Azië Cup 2019 kwalificatie      | Hongkong − Noord-Korea | 1 − 1   |
| 15 | Pyongyang | 27 maart 2018    | Azië Cup 2019 kwalificatie      | Noord-Korea − Hongkong | 2 − 0   |
| 16 | Taipei    | 13 november 2018 | Oost-Azië Cup 2019 kwalificatie | Hongkong − Noord-Korea | 0 − 0   |

## Samenvatting
| Competitie                 | Totaal gespeeld | Winst Hongkong | Gelijk | Winst Noord-Korea | Doelsaldo Hongkong – Noord-Korea |
| -------------------------- | --------------- | -------------- | ------ | ----------------- | -------------------------------- |
| WK-kwalificatie            | 3               | 0              | 1      | 2                 | 4 − 8                            |
| Azië Cup-kwalificatie      | 7               | 0              | 4      | 3                 | 4 − 10                           |
| Oost-Azië Cup-kwalificatie | 6               | 0              | 1      | 5                 | 1 − 10                           |
| Totaal                     | 16              | 0              | 6      | 10                | 9 − 28                           |

HKFA · 
Lijst van A-internationals · 
Hongkongs vrouwenelftal
1960 – 1969 ·
1970 – 1979 ·
1980 – 1989 ·
1990 – 1999 ·
2000 – 2009 ·
2010 – 2019 ·
2020 − 2029
Afghanistan ·
Argentinië ·
Australië ·
Bahrein ·
Bangladesh ·
Bhutan ·
Brazilië ·
Brunei ·
Cambodja ·
Canada ·
China ·
Colombia ·
Denemarken ·
Estland ·
Fiji ·
Filipijnen ·
Guam ·
India ·
Indonesië ·
Irak ·
Iran ·
Israël ·
Japan ·
Jemen ·
Joegoslavië ·
Jordanië ·
Koeweit ·
Kroatië ·
Laos ·
Libanon ·
Liechtenstein ·
Macau ·
Malediven ·
Maleisië ·
Marokko ·
Mauritius ·
Mongolië ·
Myanmar ·
Nepal ·
Noord-Korea ·
Noorwegen ·
Oezbekistan ·
Oman ·
Oost-Timor ·
Palestina ·
Paraguay ·
Qatar ·
Salomonseilanden ·
Saoedi-Arabië ·
Singapore ·
Sri Lanka ·
Syrië ·
Tadzjikistan ·
Taiwan ·
Thailand ·
Turkmenistan ·
Verenigde Arabische Emiraten ·
Vietnam ·
Zuid-Korea ·
Zuid-Vietnam ·
Zwitserland
DPR Korean Football Association · A-internationals · Selecties · Bondscoaches · Noord-Koreaans vrouwenelftal · Noord-Korea U21 · Noord-Korea U20 · Noord-Korea U19 · Noord-Korea U18 · Noord-Korea U17
1959 – 1969 · 
1970 – 1979 · 
1980 – 1989 · 
1990 – 1999 · 
2000 – 2009 · 
2010 – 2019
AC 1980 ·
AC 1992 ·
AC 2011 ·
AC 2015
WK 1966 ·
WK 2010
OS 1964 ·
OS 1976
1959 ·
1960 ·
1961–1964 · 
1965 ·
1966 ·
1967–1972 · 
1973 ·
1974 ·
1975 ·
1976 ·
1977 · 
1978 ·
1979 ·
1980 ·
1981 ·
1982 ·
1983–1984 · 
1985 ·
1986 ·
1987 · 
1988 ·
1989 ·
1990 ·
1991 ·
1992 ·
1993 ·
1994–1997 · 
1998 ·
1999 ·
2000 ·
2001 ·
2002 ·
2003 ·
2004 ·
2005 ·
2006 · 
2007 ·
2008 ·
2009 ·
2010 ·
2011 ·
2012 ·
2013 ·
2014 ·
2015 ·
2016 ·
2017
Afghanistan ·
Australië · 
Bahrein · 
Bangladesh · 
Bolivia · 
Brazilië · 
Bulgarije ·
Burkina Faso ·
Cambodja · 
Canada · 
Chili · 
China · 
Congo-Brazzaville · 
Egypte · 
Filipijnen · 
Finland · 
Griekenland · 
Guam · 
Guinee ·
Hongkong · 
India · 
Indonesië · 
Irak · 
Iran · 
Italië · 
Ivoorkust · 
Japan · 
Jemen · 
Jordanië · 
Kazachstan · 
Kirgizië · 
Koeweit · 
Letland · 
Libanon · 
Macau · 
Maleisië · 
Mali · 
Mexico · 
Mongolië · 
Myanmar · 
Nepal · 
Nigeria · 
Noorwegen · 
Oezbekistan · 
Oman · 
Pakistan ·
Palestina · 
Paraguay ·
Polen · 
Portugal · 
Qatar · 
Saoedi-Arabië · 
Singapore · 
Sovjet-Unie · 
Sri Lanka · 
Syrië · 
Tadzjikistan · 
Taiwan · 
Thailand · 
Turkmenistan · 
Venezuela · 
Verenigde Arabische Emiraten · 
Verenigde Staten · 
Vietnam · 
Zambia · 
Zuid-Afrika · 
Zuid-Korea · 
Zweden
Ivoorkust (2010) ·